# Saint-Germain-lès-Arpajon
Saint-Germain-lès-Arpajon là một xã ở tỉnh Essonne thuộc vùng Île-de-France miền bắc nước Pháp.